# In Flames
In flejms (енгл. In Flames) švedski je metal bend osnovan 1990. godine u Geteborgu. Zajedno sa bendovima Et d gejts i Dark Trankviliti, In flejmsi su zaslužni za razvoj žanra koji je danas poznat kao melodični det metal.
Rane godine benda obeležila je veoma promenjiva postava benda uz učešće mnogobrojnih sesijskih muzičara. Već u periodu snimanja albuma Colony 1998. godine, bend je imao stalnu postavu.
Šesti album benda Reroute to Remain predstavlja prekretnicu u muzičkom smislu, jer se počev od tog albuma bend udaljio od svojih melodik det metal korena i zvukom se žanrovski više približio alternativnom metalu. Ova odluka, kritkovana od ljubitelja tvrđeg zvuka, dovela je do veće popularnosti benda i povećala je prodaju albuma.
Do sada su objavili jedanaest studijskih albuma, 5 EP i jedan koncertni DVD. Do 2008. godine bend je širom sveta prodao preko 2 miliona albuma.

## Biografija

### Osnivanje (1990–1993)
1990. godine Jesper Stremblad je osnovao In flejms kao usputni projekat, dok je bio član det metal benda Seremonial out
Године 1993, godine zbog manjka kreativne slobode, Jesper napušta Seremonial out i zajedno sa Johanom Larsonom i Glenom Ljungstremom formira prvu postavu In flejmsa. Ovaj trio je snimio demo sa 3 pesme i poslao ga izdavačkoj kući Vrong egen rekords. Kako bend u to vreme nije imao stalnog vokala, Jesper je zamolio Mikaela Stanea iz Dark trankvilitija, da im bude privremeni vokal. Pošto je u Dark Trankvilitiju nedavno prebačen sa mesta gitariste na mesto vokala, Stane je pristao kako bi stekao neophodnu praksu i iskustvo. Karl Neslund je popunio poziciju gitariste. Bend je slagao da već ima 13 snimljenih pesama, kako bi povećao šansu da dobije ugovor sa izdavačem, što se i dogodilo.

### Lunar Strain(1993–1994)
1993. godine bend je napisao, snimio i samostalno producirao debi album Lunar Strain u Studiju Fredman. Album je objavljen 1994. godine. Jesper je ponovo zamolio Stanea da im bude vokal, ovaj put za potrebe snimanja albuma. Takođe, Neslund se ponovo pojavljuje kao gitarista. Bend je u ovom sastavu imao i par nastupa.

### Subterranean(1994–1995)
1994. godine In flejmsi su snimili i samostalno producirali EP Subterranean, koji je izdat sledeće godine. Ovaj EP, koji je privukao dosta pažnje, doveo je do sklapanja ugovora sa velikim nemačkim izdavačem Nuklear blestom za sledeći album. Ovaj put vokal im je bio Henke Fors, a na nekim pesmama Joakim Getberg, dok su poziciju bubnjara popunili Danijel Erlandson i Anders Jivarp.

### The Jester Race(1995–1996)
Umorni od konstantnog korištenja sesijskih muzičara za snimanje albuma, trio je predložio Bjernu Gelotu da se pridruži bendu kao bubnjar, a Andersu Fridenu da postane stalni vokal, na šta su oni pristali. Tada je prvi put u potpunosti kompletirana postava benda, koja je 1995. godine u studiju Fredman, za 11 dana snimila drugi album The Jester Race, koji je izdat 1996. godine. Kao koproducent pojavljuje se vlasnik studija Frederik Nordstrem. Album je širom sveta postigao ogroman uspeh i njim su In flejms počeli da privlače veliku pažnju širom Evrope i Japana. 
U cilju promocije albuma, bend se otisnuo na prvu turneju, nazvanu Rejs over Jurop. Turneja je obuhvatila nastupe po Nemačkoj i Švajcarskoj zajedno sa bendovima Etrositi, Hevenvud i Totenmond. Jedan od decembarskih nastupa sa ove turneje objavljen je na video kompilaciji Live & Plugged.

### Whoracle(1997–1998)
U proleće 1997. godine, između turneja Gads of darknes sa grupama Dimu borgir, Kredl of filt i Disekšn i Samer metal miting na koju su otišli, između ostalih, sa bendovima Samael, Egzodus, Kreator i Sodom, bend je, u studiju Fredman, snimio treći studijski album Whoracle, gde se kao koproducent ponovo pojavljuje Nordstrem. Nakon završetka snimanja, iste godine Johan i Glen neočekivano napuštaju bend, tako da su Bjern, Jesper i Anders ostali sa završenim albumom i sa pola benda. Za potrebe mini turneje sa grupom Dimu borgir angažovani su prijatelji članova benda Peter Ivers i Niklas Engelin koji su popunili prazna mesta u bendu, na basu i gitari, a kako je saradnja bila uspešna obojici je ponuđen ostanak u bendu, što su i prihvatili.
Tokom januara 1998. godine grupa je imala prvu samostalnu turneju po Evropi, gde su im predgrupe bili Borknagar, Najt in gejls i Diflešd.
Takođe, bend je po prvi put nastupio u Japanu, gde su održali dva koncerta. Po okončanju turneje, u aprilu, Niklas napušta bend zbog želje da se više posveti svom drugom bendu Gardenianu. Bend je odlučio da bubnjar Bjern preuzme ulogu gitariste, budući da je tako i počeo karijeru, a In flejms su krenuli u potragu za bubnjarem. Na preporuku producenta angažovali su Danijela Svensona iz benda Sakriledž.

### Colony,ClaymaniThe Tokyo Showdown(1999–2001)
Nova postava benda izdala je 1999. godine četvrti studijski album Colony, snimljen u studiju Fredman, sa istim koproducentom kao i prethodni albumi. Kao gost na albumu pojavio se Ki Marselo sa solo deonicom na numeri "Coerced Coexistence".
U sklopu turneje bend je ponovo posetio Japan, a sa grupama Arč enemi, Čildren of bodom i Dark trankviliti obišli su stari kontinent. Prvi nastup u Americi In flejms su imali na Milvoki metal festu, a krajem godine su sa Munspelom imali prvu turneju preko okeana.
Године 2000, godine, peti studijski album, radnog naziva Safe Handling Instructions, ugledao je svetlost dana pod nazivom Clayman. Album je snimljen za šest nedelja u istom studiju kao i svi prethodni albumi, ponovo sa Nordstremom kao koproducentom. Kao gost na albumu pojavio se Kris Arnot iz benda Arč enemi.
Te godine bend je u dva navrata imao turneje po Americi, prvo sa Skinlebom i Ert krajsisom, a zatim sa grupama Nevermor, Šedovs fol i Brn it daun. Na turneji po Evropi binu su delili sa Dark trankvilitijem, Sentensedom, Tu/daj/forom, a novembru su nastupali po Japanu sa D hauntedom i Armagedonom. Sa bendom kao basista nastupao je Dik Levrgren iz Armagedona, jer je Ivers trebao da postane otac, pa nije išao na turneju. 2001. godine objavljen je The Tokyo Showdown, live album sa nastupa u Japanu u novembru 2000. godine.
Године 2001, godine In flejms su, pored nekih samostalnih i festivalskih nastupa po Evropi, bili i na Metal Odisej turneji sa Dimu borgirom, Lakuna koilom, Nevermorom i Susperijom.

### Reroute to Remain(2002–2003)
Šesti studijski album Reroute to Remain izlazi 2002. godine, kao prvi album koji nije sniman u studiju Fredman i koji nije producirao Frederik Nordstrem. Album je snimljen u iznajmljenoj kući u Danskoj, osim bubnjeva koji su snimljeni u Dogaut studiju, a producent je bio Danijel Bergstrand, uz pomoć Erjana Ernkloa. Ovaj album je doneo značajne promene u muzičkom stilu benda, poput čistijih vokala, lakše pamtljivih refrena i manje graula. Ovo je bio prvi album benda sa koga su objavljeni singlovi. 
In flejms su bili deo H82K2 turneje, zajedno sa grupama Slejer i Soulflaj, a između ostalih, nastupali su sa Slipnotom, Ameriken hed čardžom i Van minit sajlensom po Velikoj Britaniji, po Americi sa Ajsd ertom i Džeg pancerom u proleće, a sa Kilsvič engejdžom, Dark trankvilitijem i Sentensedom u jesen. Po starom kontinentu nastupali su sa Soilvorkom i Peinom po Evropi, a bili su i u Japanu.
Tokom 2003. godine In flejms ponovo bili na severnoameričkom kontinentu u dva navrata, prvo u proleće na turneji sa Madvejnom, Depsvom i Grejd 8, a zatim na leto sa Čimerom, Anertom i Soilvorkom, uz nastupe na festivalima širom Evrope. Od svih nastupa iz ove godine, posebno se ističe onaj sa Metalikom, gde su im In flejms bili predgrupa na koncertu u Madridu 22. juna 2003. godine.

### Soundtrack to Your Escape(2004–2005)
2004. u prodaju je pušten sedmi album Soundtrack to Your Escape. Album, koji je sniman sedam nedelja tokom 2003. godine, bend je šaljivo imenovao tokom snimanja kao "The Tuborg Sessions". Kao producent se pored Danijela Bergstranda, ponovo pojavljuje i Erjan Ernklo. Kao i svoj prethodnik, ovaj album je snimljen u iznajmljenoj kući u Danskoj, dok je bubanj snimljen u Dogaut studiju.
Promocija novog albuma obuhvatila je nastupe na festivalima po Evropi, evropsku turneju sa Devil drajverom i Kalibanom, američku turneju sa Kilsvič engejdžom i Ez aj lej dajingom, a sa bendom Čimera po Japanu i po prvi put u Australiji.
Године 2005, Flejmsi izdaju dvostruko DVD izdanje Used and Abused... In Live We Trust, a bend te godine nastupa sa Džudas pristom, Motli kruom i Motorhedom, kao i na glavnoj bini Ozfesta. Na jednom delu turneje Svensona je menjao Tobijas Kelgren iz Vulfa, koji je ostao u Švedskoj zbog rođenja deteta.

### Come Clarity(2006–2007)
2006. godine izdat je osmi studijski album Come Clarity. Album, radnog naziva Crawl Trough Knives, koji je bend uglavnom samostalno producirao, sa Danijelom Bergstrandom kao koproducentom, snimljen je 2005. godine u Dogaut studiju i najuspešniji je album grupe do sada. U cilju bolje promocije na američkom tržištu, album je na području Severne Amerike izdat preko Feret mjuzika, dok je u ostatku sveta izdat preko njihove matične kuće Nuklear blest. Kao gostujući vokal na pesmi Dead End pojavljuje se Liza Milkovski. 
In flejms su u okviru samostalnih turneja svirali u Evropi, sa Sepulturom i Dagobom, Severnoj Americi sa Triviumom, Devildrajverom i Zaom i u Japanu. Pored toga, nastupali su i u okviru Anholi alajans turneje, zajedno sa Slejerom, Lemb of gadom, Čildren of bodom i Tajn ajz blidom, kao i u okviru Saund of d andergraund turneje gde su, između ostalih, nastupali sa grupama Ez aj lej dajing, Teror, D blek dalija murder, D čeriot, Tru d ajz of d ded, Behemot, Trivium, Kanibal korps i GVOR. Krajem godine bend je ponovo nastupao na severnoameričkom kontinentu, ovaj put sa Lakuna koilom, Simlesom i D sordom.
Na ovoj turneji Niklas Engelin je menjao Stremblada, koji je odsustvovao iz ličnih razloga, dok je Gelota, koji je zbog rođenja deteta nije nastupao, zamenio Henrik Danhage iz Evergreja.
Године 2007, godine In flejms su uglavnom nastupali na festivalima, po Skandinaviji podrška im je bio Avatar, dok je nastup na Dubai dezert rok festivalu bio prvi nastup benda u tom delu sveta.

### A Sense of Purpose(2008-2010)
U aprilu 2008. godine bend izdaje svoj deveti studijski album A Sense Of Purpose, snimljen u IF studiju, na kome se kao producenti pojavljuju Bergstrand i Roberto Lagi.
Ovaj album je na američkom tržištu izdat preko Koh rekordsa. 
Te godine, u Severnoj Americi, posle samostalne turneje sa Ol dat rimejns, Gojirom i 36 krejzifist, In flejms su i drugi put prokrstarili kontinentom, ali ovaj put kao deo Gigantur 3 turneje, zajedno sa Megadetom, Čildren of bodom, Džab for a kauboj i Haj on fajer, a po Evropi, pored samostalne turneje na kojoj su bili sa Sonik sindikejtom, Gojirom i Volbitom, obišli su i veliki broj festivala.
U februaru 2009. godine, Jesper privremeno napušta bend, zbog odlaska na rehabilitaciju uzrokovanu problemima sa alkoholom, te se za potrebe turneje, u bend ponovo privremeno vraća Niklas Engelin.
In flejms su, u sklopu turneje, prvi put obišli istočnu Evropu, u sklopu koje su posetili i Beograd u martu 2009. godine. Nakon toga imali su prve nastupe po Južnoj Americi, Japanu i Australiji, a zatim po SAD zajedno sa Bitvin buried end mi, 3 inčes of blad i D fejsles i Kanadi sa Kilsvič engejdžom, Bitvin buried end mi i Protest d hiro. In flejmsi su krajem godine zajedno sa Kilsvič engejdžom, Ded baj Ejprilom, Evri tajm aj dajem, Mejlin end d sans of dizasterom i Hevn šel brnom nastupali na evropskom delu Tejst od kejos 2009 turneje.

### Sounds of a Playground Fading(2010-2013)
U februaru 2010. godine Stremblad, poslednji originalni član, definitivno napušta bend koji je osnovao.
Iako se prvobitno mislilo da su Jesperovi problemi sa alkoholom uzrok odlaska, kasnije se ispostavilo da je to bio samo deo razloga.
Ove godine, pored učešća na par festivala, i koncerata po Japanu, In flejms su prvi put nastupili u Kini i Tajvanu.
Bend je sarađivao sa grupom Pendulum, na numeri "Self vs Self", koja se nalazi na njihovom albumu Immersion, koji je izdat u maju 2010. godine.

Početkom 2011. godine upražnjeno mesto nastalo odlaskom Jespera, popunio je Niklas Engelin, koji je ponovo postao stalni član benda.
U martu 2011. godine, In flejms su potpisali ugovor sa novom izdavačkom kućom Senturi medija rekords. Deseti studijski album In flejmsa Sounds of a Playground Fading, koji je sniman tri meseca u IF studiju ovaj put sa producentom Robertom Lagijem, izdan je 15. juna 2011. godine.
Iste godine In flejms su, pored evropske turneje, zajedno sa Triviumom, Goustom, Rajz to rimejnom i Insensom bili deo Difenders of d feit turneje. Na američkom tlu bili su deo Mejhem festival turneje, zajedno sa Megadetom, Distrbdom, Gadsmekom, Kingdom of sorouom, Mašin hedom, Red fengom, Suisajd sajlensom, Anertom, Triviumom, Ol šel perišem i Strejt lajn stičem. 
Od festivalskih nastupa ističu se učešća na više Sonisfer festivala 2011. godine. 
Na jednom delu evropske turneje, Jonas Ekdal iz Det distrakšna je menjao Svensona na bubnjevima, koji je ponovo odsustvovao zbog rođenja deteta.
Године 2012, godine pored samostalne turneje turneju po Americi i Kanadi zajedno sa benovima Trivium, Veil of Maja i King, i evropskih festivalskih nastupa, bend je napravio i turneju po skandinavskim klubovima, a imao je i više koncerata po Australiji. Ove godine In flejms su prvi put nastupili u Africi (tačnije u Južnoj Africi), na RAMFestu. Bend se iste godine vratio na severnoameričko tlo u sklopu Rizolušn turneje gde je nastupao, između ostalih, sa Lemb of gadom, Silozisom, Hejtbridomom i bendom Hel jea.
Године 2013, godinu obeležili su nastupi po festivalima širom sveta, kao i Anadr jir anadr tur severnoameričkoj turneji, gde su nastupali sa bendovima Andr lost jir, Betl kros, Dimon hanter i Ol šel periš.

### Siren Charms(2014–2015)
In flejms su počeli snimanje jedanaestog studijskog albuma u avgustu 2013. godine.
Dana 11. aprila 2014. godine na sajtu In flejmsa je objavljeno da je naziv sledećeg albuma Siren Charms. Album, snimljen u Hanza studiju u Berlinu, objavljen je 9. septembra 2014. godine, preko novog izdavača Epik rekordsa. Posle izdavanja novog albuma bend se otisnuo na svetsku turneju. In flejms su sa bendovima Opet i Red fang nastupali po Severnoj Americi u sklopu Komjunion of sajrens turneje., dok su na evropskoj turneji nastupali uz podršku grupa Papa rouč, Vuvenvor i Vajl ši slips.
Године 2015, godine bend je, pored festivalskih nastupa, išao na evropsku i skandinavsku turneju, dok su u Americi i Kanadi bili u sklopu Čarming Amerika turneje, gde su nastupali sa između ostalih, sa bendovima Ol šel periš i Vuvenvor.
Dana 7. novembra 2015. godine, dugogodišnji bubnjar benda Danijel Svenson napustio je In flejms, sa namerom da se posveti porodici.

### Battles(2016–danas)
Bend je početkom 2016. godine počeo rad na novom dvanaestom albumu. Album koji je sniman od februara do aprila u Los Anđelesu, sa producentom Hauardom Bensonom i nazvan je Battles. Izdavanje albuma je planirano za 11. novembar 2016. godine, preko Eleven seven mjuzik grupa u Americi i Nuklear blesta u ostatku sveta.
Dana 17. septembra bend je objavio da je Džo Rikard, nekadašnji bubnjar američkog rok benda RED, postao novi stalni član benda, čime je popunjena praznina koja je nastala odlaskom Svensona.

## Zanimljivosti
In flejms se zajedno sa Dark trankvilitijem i Et d gejts, smatraju pionirima žanra koji je postao poznat kao melodični det metal. Prvobitni članovi sva tri benda su živeli u Geteborgu i svi su bili prijatelji koji su izlazili i nastupali u lokalnom klubu. Vremenom, od te grupe prijatelja nastala su tri benda koja su pripadala istom žanru: In flejms, Dark trankviliti i Et d gejts.
Jesper Stremblad je formirao In flejms da bi stvarao muziku koja bi kombinovala melodični gitarski stil Ajron mejdena sa brutalnošću det metala, nešto za šta je Jesper rekao da nije čuo da je neki bend uradio. Prilikom rada na pesmama, Jesper je odlučio da koristi klavijature, nešto što je (u to vreme) bilo neobično u det metalu. Od svog debitantskog studijskog albuma, Lunar Strain, In flejms su koristili klavijature, iako su neki drugi metal bendovi, poput Kredl of filta iste koristili godinama pre njih. Iako bend ponekad mnogo koristi klavijature u svojim pesmama, In flejms i dalje nemaju stalnog klavijaturistu. Do albuma Reroute to Remain klavijature je za potrebe snimanja albuma uglavnom svirao Nordstrem, a posle tog albuma Erjan Ernklo.

### Muzički stil
Muzički stil In flejmsa odlikuje stalna upotreba usklađenih solo gitara i vrištećeg stila pevanja zajedno sa det graulom. Na ranijim albumima, poput The Jester Race, In flejms bi često koristili dve usklađene solo gitare koje sviraju preko ritam gitare. Međutim, kako su u bendu samo dvojica gitarista, problem je bio kod izvođenja ovih pesama na koncertima i počev od Reroute to Remain bend se više fokusirao na pisanje muzike koja je pogodnija za koncertne nastupe. Na albumu Soundtrack to Your Escape, bend je manje koristio gitare, a više klavijature, no ova praksa nije nastavljena sa kasnijim albumima.
Stil pevanja In flejmsa odlikuje korištenje graul vokala ili vrištećih vokala povremeno kombinovanih sa čistim vokalima. Na novijim albumima poput Come Clarity, bend sve više koristi čist vokal, posebno tokom refrena. Tekstovi In flejmsa su se menjali tokom njihove karijere. Na ranijim albumima, poput The Jester Race i Whoracle, In flejms su se orijentisali na astrologiju, ljudsku vrstu i druge globalne teme. Na novijim albumima od Soundtrack to Your Escape i Come Clarity, In flejms se fokusiraju više na lične probleme, razmišljanja i preispitivanje samog sebe.
Od izlaska Reroute to Remain 2002. godine, obožavaoci benda su se podelili zbog postepene promene zvuka, koji je više okrenut ka alternativnom metalu. I pored toga broj obožavalaca benda raste. Stilske promene odnose se na upotrebu vrištećih i čistih vokala, nauštrb det graula sa prvih albuma, značajnije korišćenje ritam sekcije, te manje gitarskog zvuka i solaža, očiglednije upotreba klavijatura i elektronike, kao i jasan uticaj modernog američkog metala, posebno kod uzdižućih horskih melodija. Ove poslednje promene u muzičkom stilu žanrovski su svrstale bend u alternativnog metala.

### Uticaj
In flejms, kao jedni od rodonačelnika novog žanra, uticali su na mnoge bendove, a ponajviše na novi talas metalkora. Mnogi metalkor bendovi poput Trivijuma, Darkest aura, Sloulajfa, Ez aj lej dajinga, and Stil rimejnsa navode In flejms kao jedan od bendova koji je najviše uticao na njih. In flejms su direktno uticali na mnoge melodik det metal bendove koji su se kasnije pojavili poput Insomnijuma, Omnijum gaderuma, i Blod steind čajlda navode In flejms kao jedne od najvećih uzora.

## Razno

### Nagrade
In flejms su do danas osvojili četiri Gramis nagrade koje su švedski ekvivalent Gremijima. Takođe, osvojili su "Best international band" nagradu od na dodeli Metalhamer golden gads nagrada 2008. godine.

### Džester Hed
Prilikom snimanja drugog studijskog albuma, The Jester Race, Anders Friden i Niklas Sundin su došli na ideju da naprave maskotu za In flejms. Rezultat je bio Džester Hed. Ovaj simbol se prvi put pojavio na omotu albuma The Jester Race i od tad, Džester se pojavljuje u raznim oblicima negde na svakom studijskom albumu koji su In flejms izdali, bilo u nazivu pesme ili na omotu albuma. Džester Hed je prikazan i na In flejms robi kao i na banerima na koncertima benda.
Strip umetnik Blejk Armstrong u saradnji sa bendom napravio je strip, sa Džesterom kao glavnim likom. 2013. su objavljena prva izdanja pod nazivom The Jester’s Curse.
Džester Hed se nalazi na masci golmana Robina Lehnera koji trenutno nastupa za NHL ekipu Bafalo sejbersa.

### IF studio
2005. godine legendarni studio Fredman, u kome su In flejms snimili sve albume do Reroute to Remain, je preseljen iz Geteborga u Hisnu. Na lokaciji nekadašnjeg studija nastao je IF studio, koji je bio u vlasništvu benda. U njemu su snimljeni A Sense of Purpose i Sounds of a Playground Fading. Pored In flejmsa u studiju su snimali i Dark trankviliti, D haunted i Hardkor superstars. Zbog velikih fiksnih troškova i brojnih administrativnih poslova oko studija, bend je odlučio da proda studio (što se i dogodilo u avgustu 2012. godine).

## Članovi
| - Anders Friden – vokal (1995–danas) - Bjern Gelote – gitara (1998–danas), bubnjevi (1995–1998) - Peter Ivers – bas (1997–danas) - Niklas Engelin – gitara (1997–1998, 2006, 2009, 2011–danas)* - Džo Rikard – bubnjevi (2016–danas) | - Mikael Stane – vokal (1993-1994) - Henke Fors - vokal (1994-1995) - Anders Ivers – gitara (1993) - Karl Neslund – gitara (1993–1994) - Glenn Ljungstrem – gitara (1993–1997) - Johan Larson – bas (1993–1997) - Jesper Stremblad – gitara, klavijature (1993–2010), bubnjevi (1993–1995) - Danijel Svenson – bubnjevi (1998–2015) |

^  * Engelin je bio povremeni gitarista za turneje u periodu između 1997–2011, prvobitno kao pomoć bendu posle odlaska Ljungstrema 1997. godine i kasnije kada je zamenio tadašnjeg gitaristu Stremblada, koji nije svirao zbog problema sa alkoholizmom. Od 2011. godine, Engelin je i zvanično postao stalni član benda.

## Diskografija
| Godina izlaska | Vrsta izdanja         | Naziv                           | Singlovi                   | Izdavačka kuća |
| 1994.          | Album                 | Lunar Strain                    | —                          | Vrong egen     |
| 1995.          | EP                    | Subterranean                    | —                          | Vrong egen     |
| 1996.          | Album                 | The Jester Race                 | —                          | Nuklear blest  |
| 1997.          | EP                    | Black-Ash Inheritance           | —                          | Nuklear blest  |
| 1997.          | Album                 | Whoracle                        | —                          | Nuklear blest  |
| 1999.          | Album                 | Colony                          | —                          | Nuklear blest  |
| 2000.          | Album                 | Clayman                         | —                          | Nuklear blest  |
| 2000.          | Koncertni album       | The Tokyo Showdown              | —                          | Nuklear blest  |
| 2002.          | Album                 | Reroute To Remain               | Cloud Connected            | Nuklear blest  |
| 2003.          | EP                    | Trigger                         | —                          | Nuklear blest  |
| 2004.          | Album                 | Soundtrack To Your Escape       | The Quiet Place            | Nuklear blest  |
| 2005.          | Koncertni video album | Used & Abused: In Live We Trust | —                          | Nuklear blest  |
| 2006.          | Album                 | Come Clarity                    | Take This Life             | Nuklear blest  |
| 2006.          | Album                 | Come Clarity                    | Leeches                    | Nuklear blest  |
| 2006.          | Album                 | Come Clarity                    | Come Clarity               | Nuklear blest  |
| 2006.          | EP                    | Come Clarity                    | —                          | Blek Lodž      |
| 2006.          | EP                    | The Mirror's Truth              | —                          | Nuklear blest  |
| 2008.          | Album                 | A Sense of Purpose              | The Mirror's Truth         | Nuklear blest  |
| 2008.          | Album                 | A Sense of Purpose              | Alias                      | Nuklear blest  |
| 2008.          | Album                 | A Sense of Purpose              | Delight and Angers (2009)  | Nuklear blest  |
| 2011.          | Album                 | Sounds of a Playground Fading   | Deliver Us                 | Senturi medija |
| 2011.          | Album                 | Sounds of a Playground Fading   | Where the Dead Ships Dwell | Senturi medija |
| 2011.          | Album                 | Sounds of a Playground Fading   | Ropes (2013)               | Senturi medija |
| 2014.          | Album                 | Siren Charms                    | Rusted Nail                | Epik           |
| 2014.          | Album                 | Siren Charms                    | Through Oblivion           | Epik           |
| 2014.          | Album                 | Siren Charms                    | Paralyzed (2015)           | Epik           |
| 2016.          | Album                 | Battles                         | The End                    | Nuklear blest  |
| 2016.          | Album                 | Battles                         | The Truth                  | Nuklear blest  |
| 2019.          | Album                 | I, the Mask                     |                            | Nuklear blest  |
| 2023.          | Album                 | Foregone                        |                            |                |

## Spoljašnje veze
- Zvanična prezentacija (језик: енглески)